# 562237 Chentsov
562237 Chentsov è un asteroide della fascia principale. Scoperto nel 2011, presenta un'orbita caratterizzata da un semiasse maggiore pari a 2,574818 UA e da un'eccentricità di 0,095939, inclinata di 15,249977° rispetto all'eclittica.
È dedicato a Evgeny Chentsov (1937–2021), astronomo, educatore e divulgatore russo. I suoi interessi scientifici includevano spettroscopia e supergiganti calde. Era interessato all'insegnamento e alla divulgazione dell'astronomia, facendo da mentore a tirocinanti tra studenti e studiosi post-dottorato e presentando argomenti di astronomia al pubblico.